# Getafe C.F.
Getafe Club de Fútbol je španski nogometni klub iz istoimenskega predmetja Madrida. Prvič je bil klub osnovan leta 1946, vendar je kmalu propadel in leta 1983 so ga zopet formirali. Trenutni trener Getafea je José Bordalás.

## Trofeje
- Copa del Rey: Finalisti 2006-2007.

## Trenutna postava
| Št. | Država    | Položaj | Igralec                                           |
| --- | --------- | ------- | ------------------------------------------------- |
| 1   | Madžarska | GK      | Balázs Megyeri                                    |
| 2   | Španija   | DF      | Alexis                                            |
| 3   | Španija   | DF      | Roberto Lago                                      |
| 4   | Urugvaj   | DF      | Emiliano Velázquez (on loan from Atlético Madrid) |
| 5   | Argentina | DF      | Santiago Vergini (on loan from Sunderland)        |
| 6   | Španija   | DF      | Cala                                              |
| 7   | Španija   | MF      | Ángel Lafita                                      |
| 8   | Alžirija  | MF      | Medhi Lacen                                       |
| 9   | Španija   | FW      | Álvaro Vázquez                                    |
| 10  | Španija   | MF      | Pablo Sarabia                                     |
| 11  | Francija  | MF      | Karim Yoda                                        |
| 12  | Srbija    | FW      | Stefan Šćepović (on loan from Celtic)             |

| Št. |           | Položaj | Igralec                                       |
| --- | --------- | ------- | --------------------------------------------- |
| 13  | Španija   | GK      | Vicente Guaita                                |
| 14  | Španija   | MF      | Pedro León (captain)                          |
| 15  | Španija   | DF      | Carlos Vigaray                                |
| 17  | Gana      | MF      | Bernard Mensah (on loan from Atlético Madrid) |
| 18  | Španija   | MF      | Víctor Rodríguez (on loan from Elche)         |
| 19  | Urugvaj   | DF      | Damián Suárez                                 |
| 21  | Španija   | MF      | Moi Gómez (on loan from Villarreal)           |
| 22  | Španija   | MF      | Juan Rodríguez                                |
| 23  | Španija   | MF      | Álvaro Medrán (on loan from Real Madrid)      |
| 30  | Brazilija | MF      | Wanderson                                     |
| 32  | Argentina | FW      | Emi                                           |

## Prejšnje sezone
| Sezona    | Poz. | Pl. | Zmag | Izena. | Porazov | Dani goli | Prejeti goli | P  | Pokal         | Komentar                          |
| --------- | ---- | --- | ---- | ------ | ------- | --------- | ------------ | -- | ------------- | --------------------------------- |
| 2002/2003 | 11   | 42  | 13   | 14     | 15      | 52        | 55           | 53 | Drugi krog    |                                   |
| 2003/2004 | 2    | 42  | 20   | 16     | 6       | 55        | 38           | 76 | Prvi krog     |                                   |
| 2004/2005 | 13   | 38  | 12   | 11     | 15      | 38        | 46           | 47 | Osmina finala |                                   |
| 2005/2006 | 9    | 38  | 15   | 9      | 14      | 54        | 49           | 54 | Osmina finala |                                   |
| 2006/2007 | 9    | 38  | 14   | 10     | 14      | 39        | 33           | 52 | Finale        | Kvalificirali so se za Pokal UEFA |

## Znani igralci
| - Marc Bernaus - Mariano Pernía - Martín Vitali - Aníbal Matellán - Darino - Diego Otaño - Hernan Raices - Mariano Juan - Jajá - Daniel Ngom Kome - Jean Dika - Jean Blaise Bouli - José Luis Rondo - Sergio Barila - Vladimir Popović - Dejan Batrović - Angel Amarilla - Nuno Rolo - Edgar | - Gheorghe Craioveanu - Māris Verpakovskis - Ilshat Faizuline - Veljko Paunović - Dragan Glogovac - Goran Stoijilkovic - Luis Aragonés - Michel - Sergio Pachón - Raúl Albiol - Nano - Alexis - Diego Rivas - Vivar Dorado - Gabi - Javier Paredes - Gavilán - Daniel Güiza - Riki |

## Znani trenerji
- Quique Sanchez Flores
- Bernd Schuster
- Michael Laudrup